# 생제르맹데프레 수도원

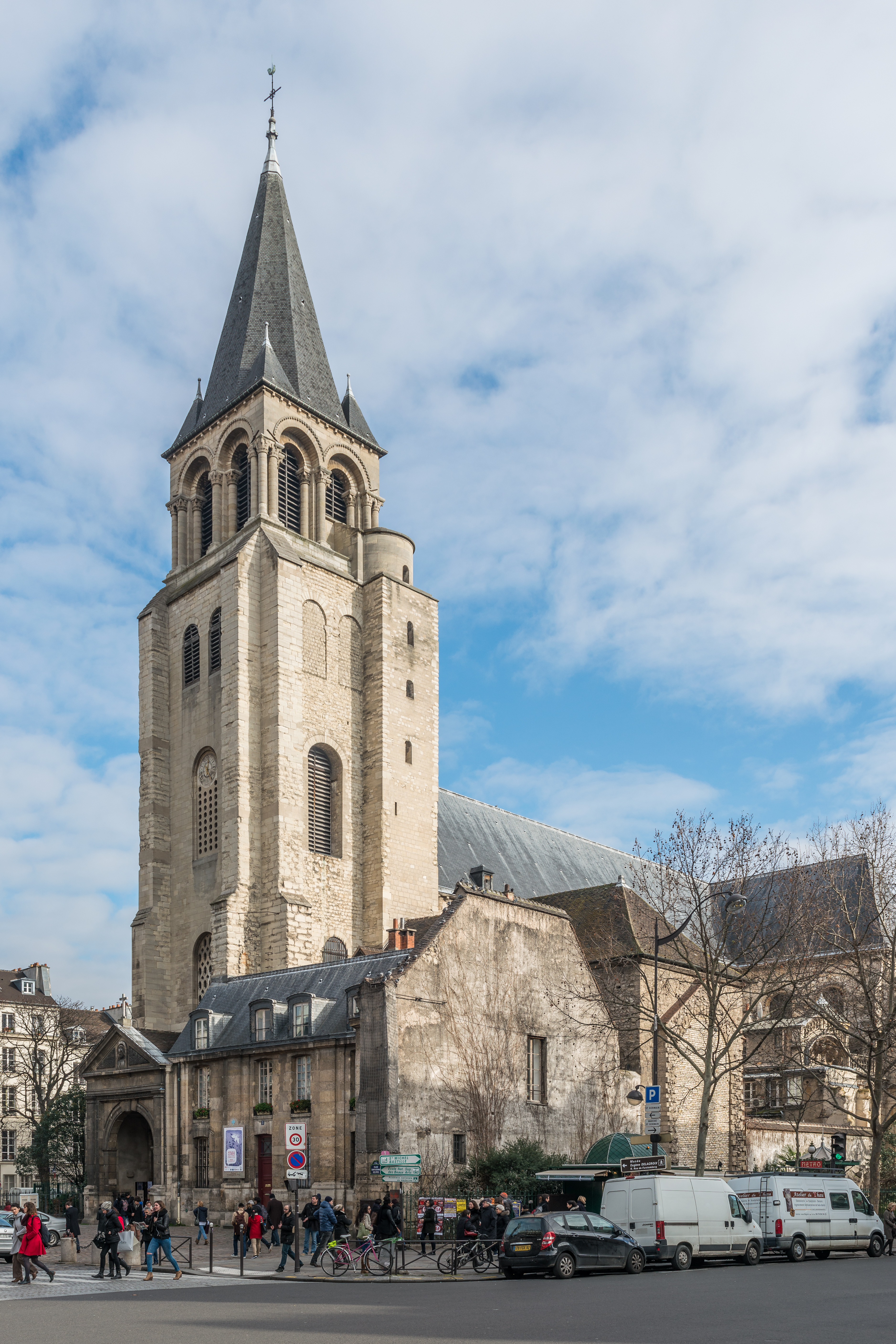

생제르맹데프레 수도원(프랑스어: Abbaye de Saint-Germain-des-Prés)은 프랑스 파리 6구의 생제르맹데프레에 위치한 수도원이다.

## 같이 보기
- 카르티에 생제르맹데프레